# Centrale électrique de Vatajankoski
La centrale électrique de Vatajankoski est une centrale électrique située dans la ville de Kankaanpää, en Finlande. Elle s'est fait connaître par son expérimentation d'une batterie à sable pour stocker la chaleur produite par de l'énergie solaire ou éolienne.

## Batterie à sable
En juillet 2022, la centrale électrique a installé une batterie de sable développée par Polar Night Energy, une entreprise basée en Finlande,. Son but est de stocker le surplus d'énergie généré par des sources intermittentes telles que des panneaux solaires ou des éoliennes afin de pouvoir l'utiliser plus tard.
La batterie à sable prend ici la forme d'un silo de 4 mètres de large pour 7 mètres de haut, rempli de sable issu de l'industrie de la construction. Lorsque la centrale produit un surplus d'énergie, celui-ci est converti en chaleur grâce à une résistance placée dans le silo rempli et diffusée grâce à un système de ventilation dans le sable, qui peut préserver cette chaleur pendant plusieurs mois et notamment jusqu'en hiver,. Cette chaleur est ensuite transférée dans des bâtiments via l'eau d'un réseau de chaleur afin de les chauffer,,.
Cette batterie parvient à chauffer une centaine de maisons de la ville de Kankaanpää ainsi que la piscine municipale.
Elle a une capacité nominale de 100 kW de puissance calorifique et 8 MWh de capacité énergétique.

### Développements ultérieurs
Les ingénieurs du projet envisagent de construire une batterie mille fois plus grande afin d'étendre leurs capacités de stockage de chaleur. Ils étudient aussi la possibilité de reconvertir la chaleur en électricité sans trop de pertes afin de proposer une alternative aux batteries à lithium qui ne sont pas appropriées au stockage de grande ampleur car trop onéreuses et dangereuses.